# António Valverde Martins
António Pedro Valverde Martins (Santiago Maior, Beja, 13 de Outubro de 1935 - Beja, 14 de Novembro de 2020) foi um político, bancário e associativista português.

## Biografia

### Nascimento
Nasceu na freguesia de Santiago Maior, no concelho de Beja, em 13 de Outubro de 1935.

### Carreira política e profissional
A sua profissão principal foi como bancário.
Teve um papel destacado no Alentejo, principalmente no concelho de Beja, como associativista e sindicalista, tendo sido um dos fundadores e dirigentes da Cooperativa de Produção e Consumo Proletário Alentejano, e durante vários anos exerceu como coordenador na União dos Sindicatos do Distrito de Beja. Foi um dos responsáveis pela fundação do Movimento Unitário dos Reformados Pensionistas e Idosos, no qual exercia como presidente da direção da Federação Distrital de Beja e da mesa da Assembleia Geral da Associação dos Reformados de Beja.
Foi igualmente um militante do Partido Comunista Português, do qual chegou a ser dirigente distrital, e exerceu como autarca pela Coligação Democrática Unitária. Foi também deputado na Assembleia da República, pelo Partido Comunista Português. Na sequência do Golpe falhado de 11 de Março de 1975 foi o responsável pela ocupação do Palacete da família Pulido Garcia, para servir como ponto de reunião dos sindicatos. Aquele edifício tinha sido escolhido por ser um dos mais distintos na cidade e por estar quase desocupado. Os membros da família opuseram-se a esta decisão, mas não poderam agir judicialmente devido à situação conturbada pelo qual o país estava a passar, tendo acabado por ceder. Assim, o edifício foi ocupado primeiro pelos sindicatos, e depois pela Cooperativa de Produção e Consumo Proletário Alentejano.
Em 2007 colaborou numa reportagem do jornal Avante sobre as condições sociais no Distrito de Beja, tendo criticado a falta de médicos e o encerramento dos hospitais e centros de saúde, entre outros problemas.

### Falecimento e homenagens
Faleceu em 14 de Novembro de 2020, aos 85 anos de idade, no Hospital de Beja, cidade onde residia. O funeral teve lugar no dia seguinte, em Beja.
Na sequência da sua morte, a Organização Regional de Beja do Partido Comunista Português emitiu uma nota de pesar onde destacou os seus esforços como militante. A sua morte também foi lamentada pela delegação de Beja do Movimento Unitário dos Reformados Pensionistas e Idosos, que o considerou como um «destacado dirigente e impulsionador do movimento associativo em geral», tendo «contribuído decisivamente para a dinamização do movimento em defesa dos direitos dos reformados e pensionistas através da criação da Federação Distrital de Beja deste movimento».